# Porella taylori
Porella taylori är en mossdjursart som beskrevs av Soule, Soule och Chaney 1995. Porella taylori ingår i släktet Porella och familjen Bryocryptellidae. Inga underarter finns listade i Catalogue of Life.